# ملالار
ملالار یکی از روستاهای استان آذربایجان شرقی است که در دهستان گویجه بل بخش مرکزی شهرستان اهر واقع شده‌است.این روستا ۱۵۸ نفر جمعیت دارد.